# Tinapa

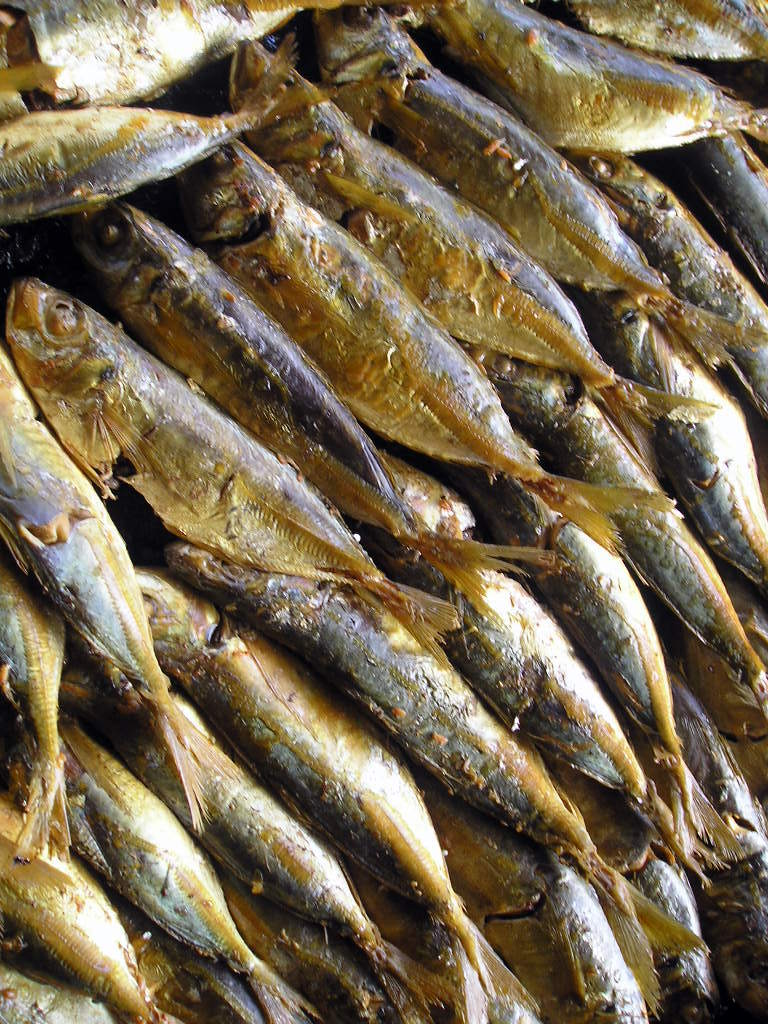
Tinapa.

Tinapa es el término filipino para el pescado cocinado o conservado gracias a un proceso de ahumado. Es una delicia local en las Filipinas y a menudo se hace de bangus (sabalote).